# Кортен (Болгарія)
Ко́ртен (болг. Кортен) — село в Сливенській області Болгарії. Входить до складу общини Нова Загора.

## Населення
За даними перепису населення 2011 року у селі проживали 1695 осіб.
Національний склад населення села:
| Національність   | Кількість осіб | Відсоток |
| ---------------- | -------------- | -------- |
| болгари          | 1370           | 88,9 %   |
| турки            | 126            | 8,2 %    |
| цигани           | 36             | 2,3 %    |
| інша             | 4              | 0,3 %    |
| не визначились   | 5              | 0,3 %    |
| Всього відповіли | 1541           |          |

Розподіл населення за віком у 2011 році:
Динаміка населення: